# Tunel Horelica
Tunel Horelica je tunel na trase slovenské dálnice D3. S portály má délku 605 m. Tunel se začal razit v dubnu 1998. Proražení se uskutečnilo v květnu 2002. Dne 29. října 2004 byl tunel, spolu s 6,4 km dlouhým obchvatem Čadce otevřený v polovičním profilu, čímž nahradil silnici I/11, procházející Čadcou.
Na dostavbu druhé tunelové trouby v současnosti[kdy?] probíhá proces stavebního řízení a začátek výstavby je plánován na rok 2018.